# Aldosteron
Aldosteron is een steroïdhormoon dat wordt geproduceerd in de bijnier, meer precies in de zona glomerulosa, de buitenste laag van de bijnierschors. Aldosteron behoort tot de zogenaamde mineralocorticoïden. Het speelt een belangrijke rol in het handhaven van de bloeddruk.

## Functies
De nieren spelen een hoofdrol in het reguleren van de water- en zoutbalans. Het zoutgehalte in het lichaam wordt onder meer gereguleerd door het in de bijnierschors geproduceerde hormoon aldosteron. Het zorgt tijdens de vorming van de urine voor het uitwisselen van natrium (Na+) tegen kalium (K+) en helpt zo ook om de bloeddruk te regelen. De nieren houden de elektrolytenconcentraties in het lichaam constant waardoor de hoeveelheid zout in de urine kan variëren. Aldosteron zorgt voor meer terugresorptie van water en natrium door activatie van natriumkanalen aan de apicale celmembraan in de distale tubulus en verzamelbuis van het nefron. Een Na/K-ATPase pompt aan de basolaterale zijde van de cel dan het natrium uit de cel en het water volgt deze beweging. Deze antidiuretische werking vergroot het bloedvolume en laat zo de bloeddruk stijgen.
Aldosteron maakt deel uit van het RAAS: het renine-angiotensine-aldosteronsysteem.

## Teveel en tekort aan aldosteron
Bij een teveel aan aldosteron kan er sprake zijn van primair hyperaldosteronisme, waaronder ook het syndroom van Conn valt. Wanneer de hoge aldosteronconcentraties het gevolg zijn van te hoge plasmarenineactiviteit, dan wordt dit secundair hyperaldosteronisme genoemd.
Bij een tekort aan aldosteron, bijvoorbeeld bij de ziekte van Addison of bij (de zoutverliezende vorm van) het adrenogenitaal syndroom (AGS) wordt dit hormoon aangevuld door het gebruik van de medicinale vervanger voor aldosteron: fludrocortison (Florinef).
Drop, zoethoutthee, sommige hoestdranken, snoep en anisettes bevatten het stofje glycyrrizine dat een met aldosteron vergelijkbare werking heeft, en dus de bloeddruk verhoogt.

## Geneesmiddelen
Geneesmiddelen tegen hoge bloeddruk kunnen hun werking ontlenen aan het tegenwerken van het aldosteron. Dat zijn de zogenaamde aldosteron-antagonisten. Het bekendste en oudste voorbeeld is het spironolacton. In 2023 verschenen er hoopvolle onderzoekresultaten van het lorundrostat, dat effectieve bloeddrukdaling kan teweegbrengen door het tegenwerken van het enzym aldosteron-synthase.